# Campeonato de España de Ciclismo en Ruta 1924
El XXIV Campeonato de España de Ciclismo en Ruta se disputó en Bilbao el 3 de agosto de 1924 sobre un recorrido de 100 kilómetros.
El ganador de la prueba fue Juan Bautista Llorens, que se impuso al sprint. Telmo García y Teodoro Monteys completaron el podio.

## Clasificación final
| Pos. | Ciclista              | Equipo | Tiempo    |
| ---- | --------------------- | ------ | --------- |
| 1.   | Juan Bautista Llorens |        | 3h 06'16" |
| 2.   | Telmo García          |        | m.t.      |
| 3.   | Teodoro Monteys       |        | m.t.      |
| 4.   | Feliciano Gómez       |        | m.t.      |
| 5.   | Victorino Otero       |        | m.t.      |
| 6.   | Miguel Mucio          | -      | m.t.      |
| 7.   | Enrique Aguirre       |        | m.t.      |
| 8.   | Jaime Janer           |        | m.t.      |
| 9.   | Gabriel de Olañeta    |        | m.t.      |
| 10.  | José Cebrián Farré    |        | m.t.      |